# Qualificazioni all'UEFA Under-19 Futsal Championship 2019
Le qualificazioni all'UEFA Under-19 Futsal Championship 2019 hanno determinato le 7 squadre che hanno raggiunto i padroni di casa della Lettonia nel torneo, il primo torneo di categoria.
Erano eleggibili i giocatori nati dopo il 1º gennaio 2000.

## Partecipanti
Esclusa la Lettonia hanno partecipato alle qualificazioni 34 delle 54 squadre nazionali affiliate all'UEFA. Essendo la prima edizione il ranking utilizzato per le qualificazioni è stato quello delle nazionali maschili maggiori, tenente conto delle seguenti competizioni:
- UEFA Futsal Championship 2016 e torneo di qualificazione
- FIFA Futsal World Cup 2016 e torneo di qualificazione
- UEFA Futsal Championship 2018 e torneo di qualificazione

Le 26 partecipanti con i coefficienti più alti entravano nel turno principale, mentre le restanti 8 hanno partecipato al turno preliminare. Il ranking è stato utilizzato anche per dividere le squadre in fasce per il sorteggio. Una squadra è stata selezionata come organizzatrice nel turno preliminare (l'organizzatrice del girone B è stata confermata successivamente) e altre sette squadre sono state selezione come organizzatrici del turno principale.

Il sorteggio per entrambi i turni si è svolto il 1º novembre 2018 alle 14:00 (CET, UTC+1) al quartiere generale dell'UEFA a Nyon, in Svizzera. Questi erano i criteri per il sorteggio:
- Nel turno preliminare le 8 squadre erano divise in 2 gironi da 4 squadre, ognuno contenente una squadra per ognuna delle 4 fasce. La prima sorteggiata è stata l'organizzatrice del girone A, che è stata inserita secondo la sua posizione nel ranking, poi le restanti 7 squadre secondo le rispettive posizioni nel ranking.
- Nel turno principale le 28 squadre erano divise in 7 gironi da 4 squadre, ognuno contenente una squadra per ognuna delle 4 fasce. Dapprima sono state sorteggiate le 7 squadre selezionate come organizzatrici e assegnate alla posizione rispettiva al loro ranking. Successivamente sono state sorteggiante le restanti 21 squadre (incluse le 2 provenienti dal turno preliminare, la cui identità non era nota al momento del sorteggio e che sono state assegnate alla fascia 4) e assegnate a seconda delle fasce. In base alla decisione dell'UEFA Emergency Panel le nazionali di Russia e Ucraina non potevano essere sorteggiate nello stesso gruppo. Inoltre, se il Kosovo avesse passato il turno preliminare e fosse stato sorteggiato nel girone di Serbia o Bosnia ed Erzegovina, sarebbe stato scambiato con la squadra di fascia 4 del prossimo gruppo possibile.

| Squadra  | Coeff | Rank |
| -------- | ----- | ---- |
| Lettonia | 1.222 | 24   |

| Squadra                  | Coeff  | Rank | Fascia |
| ------------------------ | ------ | ---- | ------ |
| Russia (H)               | 10.171 | 1    | 1      |
| Spagna                   | 10.022 | 2    | 1      |
| Portogallo               | 9.633  | 3    | 1      |
| Kazakistan               | 9.000  | 4    | 1      |
| Ucraina                  | 8.389  | 5    | 1      |
| Azerbaigian              | 7.822  | 6    | 1      |
| Italia                   | 7.444  | 7    | 1      |
| Serbia                   | 6.833  | 8    | 2      |
| Slovenia (H)             | 6.500  | 9    | 2      |
| Croazia (H)              | 4.278  | 10   | 2      |
| Ungheria                 | 4.111  | 11   | 2      |
| Rep. Ceca                | 3.611  | 12   | 2      |
| Romania                  | 3.500  | 13   | 2      |
| Polonia                  | 3.389  | 14   | 2      |
| Francia                  | 2.944  | 15   | 3      |
| Slovacchia               | 2.944  | 16   | 3      |
| Bielorussia              | 2.889  | 17   | 3      |
| Paesi Bassi              | 2.278  | 18   | 3      |
| Bosnia ed Erzegovina (H) | 2.222  | 19   | 3      |
| Belgio                   | 2.111  | 20   | 3      |
| Georgia (H)              | 2.056  | 21   | 3      |
| Macedonia del Nord (H)   | 2.000  | 22   | 4      |
| Finlandia (H)            | 1.694  | 23   | 4      |
| Turchia                  | 1.222  | 25   | 4      |
| Moldavia                 | 0.833  | 26   | 4      |
| Inghilterra              | 0.833  | 27   | 4      |

| Squadra      | Coeff | Rank | Fascia |
| ------------ | ----- | ---- | ------ |
| Svezia       | 0.778 | 29   | 1      |
| Montenegro   | 0.722 | 30   | 1      |
| Kosovo       | 0.667 | 33   | 2      |
| Grecia       | 0.500 | 37   | 2      |
| Lituania (H) | 0.389 | 40   | 3      |
| Cipro        | 0.389 | 41   | 3      |
| Andorra      | 0.222 | 43   | 4      |
| San Marino   | 0.000 | 47   | 4      |

Note
- Le squadre in grassetto si sono qualificate al torneo finale.
- (H): squadre pre-selezionate come organizzatrici dei turni preliminare e principale

## Formato
In entrambi i turni i gruppi sono stati giocati come gironi di sola andata in sede centrale predeterminata prima del sorteggio.

### Criteri di classificazione
In entrambi i turni le squadre sono state classificate in base ai punti ottenuti (3 per la vittoria, uno per il pareggio, 0 per la sconfitta). In caso di parità venivano applicati i seguenti criteri:
1. Maggior numero di punti nelle partite disputate fra le squadre in questione (scontri diretti);
2. Miglior differenza reti nelle partite disputate fra le squadre in questione;
3. Maggior numero di gol segnati nelle partite disputate fra le squadre in questione;
4. Se alcune squadre sono ancora a pari merito dopo aver applicato questi criteri, essi vengono riapplicati esclusivamente alle partite fra le squadre in questione per determinare la classifica finale. Se la suddetta procedura non porta a un esito, si applicano i seguenti criteri;
5. Miglior differenza reti in tutte le partite del girone;
6. Maggior numero di gol segnati in tutte le partite del girone;
7. Tiri di rigore, esclusivamente se due squadre hanno lo stesso numero di punti, si incontrano nell'ultima giornata e sono pari dopo aver applicato tutti i criteri precedenti (non vengono svolti se più di due squadre sono pari punti o se la loro classifica non è rilevante ai fini del passaggio del turno);
8. Minor numero di punti disciplinari (rosso diretto= 3 punti, giallo = 1 punto, doppio giallo = 3 punti);
9. Coefficiente UEFA al momento del sorteggio per il turno in questione;
10. Sorteggio.

## Calendario
Il calendario della competizione era il seguente.
| Turno             | Sorteggio        | Date               |
| ----------------- | ---------------- | ------------------ |
| Turno preliminare | 1º Novembre 2018 | 22–25 Gennaio 2019 |
| Turno principale  | 1º Novembre 2018 | 24–30 Marzo 2019   |

In entrambi i turni, il calendario di ogni gruppo è il seguente, con un giorno di riposo tra la seconda e la terza partita:
Note: per il calendario la squadra organizzatrice è considerata come Squadra 1, mentre le altre sono classificate in base al ranking.
| Giornata   | Partite      |
| ---------- | ------------ |
| Giornata 1 | 2 v 4, 1 v 3 |
| Giornata 2 | 3 v 2, 1 v 4 |
| Giornata 3 | 4 v 3, 2 v 1 |

## Turno preliminare
Le due vincenti del turno avanzano al turno principale dove raggiungono le altre 26 partecipanti.
Gli orari indicati sono CET (UTC+1), come indicati dall'UEFA (gli orari locali, se differenti, sono indicati tra parentesi).
(H) indica la squadra ospitante.

### Gruppo A
| Squadra      | P.ti | G | V | N | P | GF | GS | DR |
| ------------ | ---- | - | - | - | - | -- | -- | -- |
| Grecia       | 7    | 3 | 2 | 1 | 0 | 11 | 7  | +4 |
| Andorra      | 6    | 3 | 2 | 0 | 1 | 10 | 6  | +4 |
| Lituania (H) | 3    | 3 | 1 | 0 | 2 | 5  | 10 | -5 |
| Montenegro   | 1    | 3 | 0 | 1 | 2 | 3  | 6  | -3 |

| Arbitri: | Christos Christou Vladan Radulović |

|                                 |           |                                                |
| Vukovic 22'12'’ Gacevic 22'38'’ | Marcatori | 10'48'’ Rodrigues 18'32'’ Massana 37'23'’ Blat |

| Arbitri: | Trayan Enchev Valentin Ciuplea |

|                                                  |           |                                                                                  |
| Samsonik 6'00'’ Gudaitis 36'42'’ Venckus 37'01'’ | Marcatori | 11'31'’ Gegaj 22'47'’ Hatzifotiou 30'12'’, 34'57'’, 36'03’ Liosis 39'05'’ Gousis |

| Arbitri: | Valentin Ciuplea Christos Christou |

|                |           |                   |
| Gousis 36'57'’ | Marcatori | 15'20'’ Drašković |

| Arbitri: | Vladan Radulović Trayan Enchev |

|  |           |                                                     |
|  | Marcatori | 12'02'’, 19'41’ Vallverdú 31'16'’ Blat 38'15'’ Pons |

| Arbitri: | Trayan Enchev Vladan Radulović |

|                                                  |           |                                                     |
| Segura 15'48'’ (t.l.) Vallverdú 25'06'’, 32'11'’ | Marcatori | 6'24'’ (aut.) Albino 7'47'’, 29'01'’, 30'23'’ Gegaj |

| Arbitri: | Christos Christou Valentin Ciuplea |

|  |           |                                   |
|  | Marcatori | 18'57'’ Srėbalius 24'52'’ Kudirka |

### Gruppo B
| Squadra        | P.ti | G | V | N | P | GF | GS | DR  |
| -------------- | ---- | - | - | - | - | -- | -- | --- |
| Cipro          | 9    | 3 | 3 | 0 | 0 | 23 | 4  | +19 |
| Svezia         | 6    | 3 | 2 | 0 | 1 | 13 | 7  | +6  |
| Kosovo         | 3    | 3 | 1 | 0 | 2 | 15 | 17 | -2  |
| San Marino (H) | 0    | 3 | 0 | 0 | 3 | 2  | 25 | -23 |

| Arbitri: | Ingus Puriņš Gerard Roure Ramirez |

|                    |           | |
| Milovanovic 1'01'’ | Marcatori | 1'33'’ (aut.) Lackéll 11'03'’ Koulloupa 16'11'’, 36'51'’ Loizou 26'41'’ Tsitsos 29'34'’ P. Papadopoulos |

| Arbitri: | Ozan Soykan Jan Kresta |

|                           |           | |
| Baldelli 11'13'’, 23'17'’ | Marcatori | 6'55'’, 7'37'’ Dragusha 9'34'’ Berbatovci 14'32'’, 18'04'’, 20'28'’, 32'45'’, 35'30'’ Maxharraj 22'10'’ (aut.) Michelotti 29'01'’ Mataj 33'20'’ Aliu |

| Arbitri: | Jan Kresta Ingus Puriņš |

|              |           |                                                                                               |
| Lahu 36'51'’ | Marcatori | 1'44'’ Näslund 4'51'’, 14'47'’ Milovanovic 20'28'’, 35'32'’ (t.l.) Veselinovic 28'13'’ Larsve |

| Arbitri: | Gerard Roure Ramirez Ozan Soykan |

|  |           | |
|  | Marcatori | 3'09'’ Koulloupa 4'21'’, 30'35'’ Kypri 11'56'’ Loizou 14'08'’ Sofroniou 18'39'’ Angelis 34'57'’ Poyiatzis 36'10'’ P. Papadopoulos |

| Arbitri: | Ozan Soykan Ingus Puriņš |

| |           |                                             |
| Tsitsos 0'11'’, 34'44'’ Koulloupa 2'11'’, 32'36'’ Angelis 19'04'’, 23'42'’, 32'02'’ Loizou 19'55'’, 38'11'’ (t.l.) | Marcatori | 1'51'’ Lahu 5'37'’ Haliti 16'02'’ Maxharraj |

| Arbitri: | Jan Kresta Gerard Roure Ramirez |

|                                                                                         |           |  |
| Näslund 0'25'’, 8'13'’, 21'53'’ Sulejmanovic 6'09'’ Lackéll 17'27'’ Veselinovic 27'15'’ | Marcatori |  |

## Turno principale
Le vincitrici del turno si qualificano alla fase finale.
Gli orari indicati sono CET (UTC+1), come indicati dall'UEFA (gli orari locali, se differenti, sono indicati tra parentesi).
(H) indica la squadra ospitante.

### Gruppo 1
| Squadra       | P.ti | G | V | N | P | GF | GS | DR  |
| ------------- | ---- | - | - | - | - | -- | -- | --- |
| Polonia       | 9    | 3 | 3 | 0 | 0 | 10 | 3  | +7  |
| Francia       | 6    | 3 | 2 | 0 | 1 | 13 | 8  | +5  |
| Finlandia (H) | 3    | 3 | 1 | 0 | 2 | 7  | 8  | -1  |
| Kazakistan    | 0    | 3 | 0 | 0 | 3 | 4  | 15 | -11 |

| Arbitri: | Petar Radojcic Igor Puzović |

|                                          |           |                                                                                                 |
| Sarsenbayev 15'16'’, 36'20'’ Kim 25'47'’ | Marcatori | 4'02'’, 26'30'’ Delbergue 25'10'’ Betgha 31'32'’, 38'04'’ Toure 39'25'’ Lambert 39'49'’ Melaine |

| Arbitri: | Peter Nurse Marjan Mladenovski |

|                |           |                                                      |
| Jouppi 28'40'’ | Marcatori | 8'24'’ Matras 15'28'’ (aut.) Pennanen 21'56'’ Prokop |

| Arbitri: | Marjan Mladenovski Petar Radojcic |

|                                                                         |           |                   |
| Palonek 10'02'’, 22'16'’ Matras 15'35'’ Matlęga 34'32'’ Borowik 38'35'’ | Marcatori | 23'14'’ Katubayev |

| Arbitri: | Igor Puzović Peter Nurse |

|                                          |           |                                                            |
| Hanni 7'19'’, 28'19'’ T. Kohonen 25'28'’ | Marcatori | 0'07'’, 4'48'’, 27'48'’ Fuss 30'45'’ Perian 39'38'’ Betgha |

| Arbitri: | Marjan Mladenovski Igor Puzović |

|                 |           |                                  |
| Niakate 29'02'’ | Marcatori | 14'55'’ Lisiński 34'36'’ Palonek |

| Arbitri: | Peter Nurse Petar Radojcic |

|  |           |                                                                |
|  | Marcatori | 10'10'’ S. Kohonen 35'12'’ T. Kohonen 36'15'’ (t.l.) Kaikkonen |

### Gruppo 2
| Squadra      | P.ti | G | V | N | P | GF | GS | DR  |
| ------------ | ---- | - | - | - | - | -- | -- | --- |
| Paesi Bassi  | 9    | 3 | 3 | 0 | 0 | 15 | 6  | +9  |
| Slovenia (H) | 6    | 3 | 2 | 0 | 1 | 19 | 6  | +13 |
| Cipro        | 3    | 3 | 1 | 0 | 2 | 8  | 11 | -3  |
| Azerbaigian  | 0    | 3 | 0 | 0 | 3 | 3  | 22 | -19 |

| Arbitri: | Iurii Neverov Damian Jaruchiewicz |

|                                                            |           |                                                                                |
| Debeljak 1'52'’ Mohorič 15'47'’ Bjelčević 29'27'’, 39'59'’ | Marcatori | 24'32'’ Kamp 26'37'’, 28'35'’ Ben Khalou 30'17'’ Taylor 36'13'’ Haruna Kabamba |

| Arbitri: | Marco Rothenfluh Ivo Tsenov |

|                 |           | |
| Garayev 35'47'’ | Marcatori | 3'46'’, 18'17'’ Loizou 7'58'’ El Kebbe 11'51'’, 26'18'’ V. Papadopoulos 25'25'’, 28'37'’ Koulloupa |

| Arbitri: | Damian Jaruchiewicz Marco Rothenfluh |

|                                                                                                 |           |                |
| van Londen 5'21'’, 10'16'’ Amheye 21'03'’ Ben Khalou 23'36'’ Azzanagui 30'25'’ Hendriks 39'40'’ | Marcatori | 22'10'’ Asadli |

| Arbitri: | Ivo Tsenov Iurii Neverov |

|                                                                          |           |  |
| Goznik 7'46'’ Bukovec 9'40'’, 33'23'’, 39'03'’, 39'59'’ Debeljak 21'13'’ | Marcatori |  |

| Arbitri: | Iurii Neverov Marco Rothenfluh |

|                 |           |                                                                    |
| El Kebbe 1'39'’ | Marcatori | 5'08'’, 23'12'’ Azzanagui 16'10'’ (aut.) Loizou 24'26'’ El Tarrahi |

| Arbitri: | Damian Jaruchiewicz Ivo Tsenov |

|                 |           | |
| Panahov 39'21'’ | Marcatori | 0'26'’ Goznik 11'19’, 29'30'’ Bjelčević 14'32'’, 38'18'’ (t.l.) Gajser 15'55'’ Debeljak 18'17'’ Mohorič 27'40'’ Ciuha 31'57'’ Florjančič |

### Gruppo 3
| Squadra                  | P.ti | G | V | N | P | GF | GS | DR  |
| ------------------------ | ---- | - | - | - | - | -- | -- | --- |
| Portogallo               | 9    | 3 | 3 | 0 | 0 | 16 | 3  | +13 |
| Bosnia ed Erzegovina (H) | 4    | 3 | 1 | 1 | 1 | 5  | 6  | -1  |
| Moldavia                 | 3    | 3 | 1 | 0 | 2 | 8  | 16 | -8  |
| Serbia                   | 1    | 3 | 0 | 1 | 2 | 7  | 11 | -4  |

| Arbitri: | David Urdanoz Apezteguia Hikmat Qafarli |

|                                   |           |                                   |
| Mehmedović 8'55'’ Džindić 31'50'’ | Marcatori | 19'41'’ Milašinović 33'15'’ Rosić |

| Arbitri: | Valentin Ciuplea Yiangos Yiangou |

| |           |              |
| Costa 3'11'’ Marcelo 6'59'’ Dias 9'50'’, 16'10'’ Reis 12'47'’ Góis 18'34'’ T. Paçó 24'12'’, 25'05'’ Silva 31'56'’ Niţa 33'52'’ (aut.) | Marcatori | 6'04'’ Anton |

| Arbitri: | Hikmat Qafarli Valentin Ciuplea |

|               |           |                                     |
| Radak 10'30'’ | Marcatori | 24'23'’, 34'49'’ Coque 36'42'’ Reis |

| Arbitri: | Yiangos Yiangou David Urdanoz Apezteguia |

|                                |           |                  |
| Džemić 20'34'’ Džindić 31'56'’ | Marcatori | 20'54'’ Cojocaru |

| Arbitri: | Yiangos Yiangou Hikmat Qafarli |

|                                                                                          |           |                                                                                |
| Cojocaru 10'46'’, 30'45'’ (t.l.), 39'29'’ Petrachi 13'44'’ Anton 27'04'’ Crasnov 38'30'’ | Marcatori | 3'21'’ Marinković 6'31'’ (aut.) Valiulov 20'48'’ (aut.) Coval 34'01'’ Urošević |

| Arbitri: | David Urdanoz Apezteguia Valentin Ciuplea |

|                                              |           |               |
| Coque 16'30'’ Dias 18'45'’ Rodrigues 25'42'’ | Marcatori | 1'34'’ Džemić |

### Gruppo 4
| Squadra                | P.ti | G | V | N | P | GF | GS | DR  |
| ---------------------- | ---- | - | - | - | - | -- | -- | --- |
| Ucraina                | 9    | 3 | 3 | 0 | 0 | 14 | 7  | +7  |
| Belgio                 | 6    | 3 | 2 | 0 | 1 | 15 | 4  | +11 |
| Romania                | 3    | 3 | 1 | 0 | 2 | 12 | 11 | +1  |
| Macedonia del Nord (H) | 0    | 3 | 0 | 0 | 3 | 3  | 22 | -19 |

| Arbitri: | Murat Colak Lars Van Leeuwen |

|                                                    |           |                              |
| Blank 25'07'’ Zavertanyi 35'31'’ Ovakimian 37'52'’ | Marcatori | 3'24'’ Yachou 28'00'’ Bakija |

| Arbitri: | Danijel Darandik Olli Niemelä |

|                                 |           |                                                                                               |
| Aljili 16'01'’ Manasiev 30'31'’ | Marcatori | 12'00'’, 12'49'’ Ghiuță 13'01'’, 37'48'’, 38'30'’ (t.l.) Gavrila 32'15'’ Matei 39'21'’ Crișan |

| Arbitri: | Olli Niemelä Murat Colak |

|                                                    |           |                                                                           |
| Dudau 8'21'’ Duda 30'59'’, 38'16'’ Gavrila 31'52'’ | Marcatori | 5'07'’, 20'41'’ Blank 19'05'’ Kvasnii 22'49'’ Nahornyi 29'19'’ Zavertanyi |

| Arbitri: | Lars Van Leeuwen Danijel Darandik |

|  |           | |
|  | Marcatori | 8'21'’, 10'09'’, 22'18'’, 23'06'’ Bakija 18'45'’, 23'31’ Dresselaers 30'24'’, 38'31'’ Dochez 31'21'’ Achalhi |

| Arbitri: | Olli Niemelä Lars Van Leeuwen |

|                                                                  |           |               |
| Dresselaers 6'50'’ Bakija 20'54'’, 32'39'’ El Bouazzaoui 35'11'’ | Marcatori | 1'24'’ Crișan |

| Arbitri: | Danijel Darandik Murat Colak |

|                                                                                                |           |              |
| Masevych 8'49'’, 9'57'’ Blank 23'54'’ Tasevski 28'38'’ (aut.) Sorokin 34'32'’ Nahornyi 37'58'’ | Marcatori | 2'56'’ Iseni |

### Gruppo 5
| Squadra     | P.ti | G | V | N | P | GF | GS | DR |
| ----------- | ---- | - | - | - | - | -- | -- | -- |
| Spagna      | 9    | 3 | 3 | 0 | 0 | 10 | 2  | +8 |
| Turchia     | 6    | 3 | 2 | 0 | 1 | 12 | 9  | +3 |
| Ungheria    | 3    | 3 | 1 | 0 | 2 | 8  | 12 | -4 |
| Georgia (H) | 0    | 3 | 0 | 0 | 3 | 4  | 11 | -7 |

| Arbitri: | Aleš Mocnik Peric Mantas Pomeckis |

|                                                                |           |                        |
| Povill 3'01'’ Cerón 6'42'’ Pérez 13'05'’ (rig.) Marrón 18'05'’ | Marcatori | 37'17'’, 37'42'’ Balcı |

| Arbitri: | Nicola Manzione Filip Nesnera |

|                                    |           |                                                                 |
| Koshadze 24'47'’ Chaduneli 28'34'’ | Marcatori | 2'38'’ Tama 25'00'’, 37'32'’ M. Fekete 35'13'’, 37'18'’ Soltész |

| Arbitri: | Filip Nesnera Aleš Mocnik Peric |

|  |           |                                           |
|  | Marcatori | 9'29'’ Cerón 17'09'’ Pérez 36'22'’ Molina |

| Arbitri: | Mantas Pomeckis Nicola Manzione |

|                                          |           |                                       |
| Şenocak 13'45'’ (aut.) Ghavtadze 18'44'’ | Marcatori | 0'15'’ Şen 8'20'’ Dıraga 33'20'’ Acar |

| Arbitri: | Mantas Pomeckis Filip Nesnera |

|                                                                               |           |                                              |
| Balcı 24'13'’, 36'16'’, 37'16'’ Özkan 25'47'’, 27'45'’, 31'56'’ Aygün 28'44'’ | Marcatori | 5'18'’ Juhász 18'21'’ Nagy 33'36'’ O. Fekete |

| Arbitri: | Nicola Manzione Aleš Mocnik Peric |

|                                    |           |  |
| Mayor 6'41'’, 7'58'’ Molina 9'09'’ | Marcatori |  |

### Gruppo 6
| Squadra     | P.ti | G | V | N | P | GF | GS | DR  |
| ----------- | ---- | - | - | - | - | -- | -- | --- |
| Russia (H)  | 9    | 3 | 3 | 0 | 0 | 19 | 0  | +19 |
| Rep. Ceca   | 4    | 3 | 1 | 1 | 1 | 9  | 12 | +3  |
| Bielorussia | 4    | 3 | 1 | 1 | 1 | 8  | 11 | -3  |
| Grecia      | 0    | 3 | 0 | 0 | 3 | 2  | 15 | -13 |

| Arbitri: | Daniel Deca Vedran Babic |

|                                                                                         |           |                                    |
| Štanglica 11'56'’ Balog 17'57'’ Zajíček 32'45'’, 37'36'’ Havrda 36'03'’ Blahuta 37'20'’ | Marcatori | 22'13'’ Hatzifotiou 25'41'’ Gousis |

| Arbitri: | Veljko Bošković Aslan Galayev |

| |           |  |
| Karpov 5'25'’, 17'54'’ Okulov 6'35'’ Karpyuk 9'16'’, 23'47'’, 37'52'’ Titkov 21'58'’ Gereikhanov 35'24'’ | Marcatori |  |

| Arbitri: | Aslan Galayev Daniel Deca |

|                                         |           |                                       |
| Shvedko 0'47'’, 9'36'’ Chernyak 25'05'’ | Marcatori | 2'48'’, 11'37'’ Buchta 32'04'’ Havrda |

| Arbitri: | Vedran Babic Veljko Bošković |

|                                                         |           |  |
| Okulov 2'46'’ Karpyuk 19'30'’, 26'06'’ Barbakov 36'12'’ | Marcatori |  |

| Arbitri: | Veljko Bošković Daniel Deca |

|  |           |                                                                                 |
|  | Marcatori | 13'17'’ Chernyak 19'59'’ Antonov 28'34'’ Dubkov 36'21'’ Shvedko 36'53'’ Voronin |

| Arbitri: | Vedran Babic Aslan Galayev |

|  |           | |
|  | Marcatori | 6'54'’ Gereikhanov 10'18'’ Okulov 14'14'’, 28'51'’ Golovachev 15'50'’ (t.l.) Karpyuk 18'58'’ (rig.) Karpov 30'31'’ Titkov |

### Gruppo 7
| Squadra     | P.ti | G | V | N | P | GF | GS | DR |
| ----------- | ---- | - | - | - | - | -- | -- | -- |
| Croazia (H) | 6    | 3 | 2 | 0 | 1 | 10 | 3  | +7 |
| Slovacchia  | 6    | 3 | 2 | 0 | 1 | 9  | 9  | 0  |
| Inghilterra | 3    | 3 | 1 | 0 | 2 | 2  | 6  | -4 |
| Italia      | 3    | 3 | 1 | 0 | 2 | 5  | 8  | -3 |

| Arbitri: | Yaroslav Vovchok Omar Rafiq |

|                 |           |                           |
| Achilli 38'36'’ | Marcatori | 35'35'’ Deer 39'32'’ Rand |

| Arbitri: | Cristiano José Cardoso Santos Julien Lang |

|                                                                         |           |                          |
| Rendić 23'41'’, 31'18'’ Vukelić 27'38'’, 30'56'’, 32'50'’ Radić 37'21'’ | Marcatori | 5'17'’, 17'52'’ Koricina |

| Arbitri: | Julien Lang Yaroslav Vovchok |

|                                                                          |           |                                                        |
| Marton 20'26'’, 36'52'’, 39'16'’ Koricina 23'20'’, 28'27'’ Medoň 23'41'’ | Marcatori | 9'28'’ Giulii Capponi 17'53'’ Palmegiani 26'27'’ Podda |

| Arbitri: | Omar Rafiq Cristiano José Cardoso Santos |

|                                                |           |  |
| Radić 1'59'’ Vukelić 27'26'’, 33'35'’, 38'36'’ | Marcatori |  |

| Arbitri: | Julien Lang Omar Rafiq |

|  |           |                       |
|  | Marcatori | 32'41'’ (aut.) Bulmer |

| Arbitri: | Cristiano José Cardoso Santos Yaroslav Vovchok |

|                        |           |  |
| Giulii Capponi 30'40'’ | Marcatori |  |

## Squadre qualificate
| Squadra     | Qualificata in quanto |
| ----------- | --------------------- |
| Lettonia    | Nazione ospitante     |
| Polonia     | Vincitrice gruppo 1   |
| Paesi Bassi | Vincitrice gruppo 2   |
| Portogallo  | Vincitrice gruppo 3   |
| Ucraina     | Vincitrice gruppo 4   |
| Spagna      | Vincitrice gruppo 5   |
| Russia      | Vincitrice gruppo 6   |
| Croazia     | Vincitrice gruppo 7   |

## Classifica marcatori
- Turno preliminare: sono state segnate 82 reti in 12 partite (6,83 reti a partita).
- Turno principale: sono state segnate 257 reti in 42 partite (6,12 reti a partita).
- Totale: sono state segnate 339 reti in 54 partite (6,28 reti a partita).

Legenda:
- — squadra eliminata o inattiva nel turno.

| Pos. | Giocatore            | PR | MR | Total |
| ---- | -------------------- | -- | -- | ----- |
| 1    | Qendrim Bakija       | —  | 7  | 7     |
| 1    | Mamas Loizou         | 5  | 2  | 7     |
| 3    | Danil Karpyuk        | —  | 6  | 6     |
| 3    | Fran Vukelić         | —  | 6  | 6     |
| 3    | Charis Koulloupa     | 4  | 2  | 6     |
| 3    | Drilon Maxharraj     | 6  | —  | 6     |
| 7    | Bünyamin Balcı       | —  | 5  | 5     |
| 8    | Marko Bjelčević      | —  | 4  | 4     |
| 8    | Denys Blank          | —  | 4  | 4     |
| 8    | Jeremy Bukovec       | —  | 4  | 4     |
| 8    | Iulian Cojocaru      | —  | 4  | 4     |
| 8    | Sergiu-David Gavrila | —  | 4  | 4     |
| 8    | Jozef Koricina       | —  | 4  | 4     |
| 8    | Albin Näslund        | 4  | —  | 4     |
| 8    | Joel Vallverdú       | 4  | —  | 4     |
| 8    | Dimitrios Angelis    | 4  | 0  | 4     |
| 8    | Kristo Gegaj         | 4  | 0  | 4     |